# Colin (Yèvre)
Der Colin ist ein Fluss in Frankreich, der im Département Cher in der Region Centre-Val de Loire verläuft. Er entspringt im Gemeindegebiet von Morogues, entwässert generell in südwestlicher Richtung und mündet nach rund 29 Kilometern im Gemeindegebiet von Saint-Germain-du-Puy als rechter Nebenfluss in die Yèvre.

## Orte am Fluss
(Reihenfolge in Fließrichtung)
- Les Nadeaux, Gemeinde Morogues
- Morogues
- Aubinges
- Les Aix-d’Angillon
- Sainte-Solange
- Saint-Germain-du-Puy